# Astiphromma trimaculosum
Astiphromma trimaculosum är en stekelart som beskrevs av Schwenke 2004. Astiphromma trimaculosum ingår i släktet Astiphromma och familjen brokparasitsteklar. Inga underarter finns listade.